# Nakayama (Yamagata)
Nakayama (jap. 中山町 Nakayama-machi) – miasto w Japonii, na wyspie Honsiu, w prefekturze Yamagata. Według danych na rok 2020 miejscowość zamieszkiwało 10 746 mieszkańców , a gęstość zaludnienia wyniosła 345 os./km².